# Nussbaum-Riegel
Der Nussbaum-Riegel ist ein Bergkamm im ostantarktischen Viktorialand. Er erstreckt sich Taylor Valley vom Sollas-Gletscher bis zum Tschadsee.
Der britische Geologe Thomas Griffith Taylor (1880–1963), Teilnehmer der Terra-Nova-Expedition (1910–1913) unter der Leitung des Polarforschers Robert Falcon Scott, benannte den Bergkamm nach dem Schweizer Geologen und Glaziologen Fritz Nussbaum (1879–1966) von der Universität Bern.